# Cheiro de Amor
Cheiro de Amor, popularmente conhecida como Cheiro, é uma banda de axé brasileira, que vendeu cerca de 12 milhões de discos. Foi fundada em 1982, sob o nome de Pimenta de Cheiro, por Laurinha Arantes, sua primeira  vocalista, que pelo pioneirismo em assumir os vocais da banda e a animação dos foliões, numa época em que apenas homens estavam à frente das bandas de trio elétrico, logo foi reconhecida e entrou para a história do Carnaval baiano como a primeira mulher a comandar um bloco de trio no Carnaval de Salvador, o Bloco Cheiro de Amor. Também são fundadores da banda os músicos Heládio Torinho, Vicente Santana, Beréu Santana, Dal Batera (in memorian), Zuca Estrela, Zé do Brown e o vocalista Gildo (in memorian). Nesse mesmo ano, Heládio Torinho e Jorge Guimarães compuseram o belissimo "Tema do Cheiro", um clássico, que inicialmente foi interpretado por Laurinha, mas que não foi gravado por ela na época, o que só ocorreu alguns anos depois. Em 1985, após a saída de Laurinha, surge uma nova formação tendo a frente o vocalista Gugui, até que, em abril de 1986, Márcia Freire assume os vocais e o comando da banda que passa a adotar o mesmo nome do bloco, Banda Cheiro de Amor,  tornando-se uma da bandas precursoras do Axé Music e obtendo grandes sucessos como: "Auê", "Rebentão", "Canto Ao Pescador", "Doce Obsessão", "Lero Lero" e "Pureza da Paixão. Após a saída de Márcia, em 1996, Carla Visi assumiu os vocais em uma época onde a banda atingiu o auge do sucesso em todo o Brasil com músicas como "Vai Sacudir Vai Abalar", "Quixabeira", "Aviãozinho" e "Ficar com Você" e shows internacionais.
Em 2001, Márcia retornou aos vocais após mover um processo por cachês não repassados contra os empresários, que, sem terem como pagar as dividas, dispensaram Carla da banda e ofereceram a antiga vocalista reassumir o projeto até que tudo fosse quitado. Nesta fase, a banda entrou em uma grave crise e teve dificuldade de manter o sucesso ou realizar shows. Em 2003, após a dívida ser quitada, um concurso foi realizado e Alinne Rosa escolhida como a nova vocalista, em uma fase de reformulação da banda com uma sonoridade mais moderna do axé, recuperando o sucesso com músicas como "Amassadinho", "O Seu Adeus", "Caras E Bocas", "Pense em Mim" e "Dias de Sol".
Em 2014, Alinne deixou a banda para seguir carreira solo, sendo substituída por Vina Calmon.
Em 2024, após dez anos, Vina deixa a banda e segue para a carreira solo, sendo substituída por Raquel Tombesi.

## Biografia

### 1982/84: Laurinha Arantes e os músicos fundaram a Banda Pimenta de Cheiro.
Em 1982, foi fundada, por Laurinha Arantes e os músicos da época, a Banda Pimenta de Cheiro. No mesmo ano, foi criado o "Tema do Cheiro", composição de Heládio Torinho e Jorge Guimarães.

### 1986–96: Márcia Freire e primeiros sucessos
Em 1986, a banda, então intitulada Pimenta de Cheiro tem Márcia Freire no comando. Seu primeiro álbum, em 1987, logo foi reconhecido em toda a Bahia, porém o nome do grupo precisou ser trocado devido a já existir um outro grupo homônimo, fato este, que fez com que os integrantes mudassem para "Cheiro de Amor", em 1988. No mesmo ano, lançaram seu segundo disco, Salassiê, com os sucessos "Salassiê" e "Roda Baiana". Em 1989, foi a vez do disco Festa chegar às lojas, tornando, a banda, conhecida em todo o Brasil e quebrando o paradigma das bandas de axé music fazerem sucesso apenas na Bahia. A canção "Auê" ficou conhecida em todo o território nacional, fazendo o disco vender em torno de 100 mil cópias. A consolidação do Cheiro de Amor como uma das maiores bandas do axé music veio com os álbuns Suingue, em 1990, que colocou a canção  "Rebentão" no primeiro lugar absoluto nas rádios de todo país, e em 1991 com o disco É o Ouro, que trouxe um dos maiores sucessos de sua carreira: a faixa "Canto ao Pescador".
Em 1992, a banda atinge as rádios com os sucessos  "Doce Obsessão" e "Mente e Corpo", singles  retirados do disco Bahia. Isso abriu espaço para outros artistas do gênero no resto do país. Em 1993, a banda lançou seu primeiro disco ao vivo, Banda Cheiro de Amor Ao Vivo, resultante do registro do show da banda em São Paulo, e atingiu, novamente, o primeiro lugar nas rádios com a canção "Lero Lero". No mesmo ano, com a proliferação de outros artistas da axé music como Asa de Águia e Banda Eva, o grupo lançou o disco Adrenalina, comparecendo a diversos programas de televisão e de rádio. O trabalho colocou as canções "Pureza da Paixão" e "Adrenalina" entre as dez mais tocadas do país. Em 1994, porém, o disco Fantasia é lançado em meio a alguns conflitos de opiniões dentro da banda e apenas a canção "Macarena" ganha destaque nacional. Em 1995, a banda lança seu décimo disco, Agitando Todas, que teve o sucesso "Pega no Balanço". Depois do seu lançamento, Márcia Freire anunciou a sua saída, devido a algumas divergências e pela vontade de seguir carreira solo.

### 1996–00: Carla Visi, álbuns ao vivo e ápice
No meio do ano de 1995, os produtores do Cheiro de Amor entraram em contato com Carla Visi, até então vocalista da Companhia Clic, onde havia entrado como substituta de Daniela Mercury, e a convidam para se tornar a nova vocalista do grupo. A orientação, na época, foi para que Carla não divulgasse seu nome em programas de televisão, mas que apenas fosse divulgado o nome da banda. A proposta foi uma forma de evitar que seu nome se tornasse mais conhecido, em alguma altura da carreira, que o do grupo, como acontecera com Márcia Freire, e que Carla também deixasse o grupo para ser solista. Em 1996, apostando no sucesso das gravações com público presente, o grupo lança o décimo álbumde estúdio, É demais Meu Rei, o primeiro na nova formação. Um dos singles dele retirado, "Vai Sacudir Vai Abalar", tornou-se o maior sucesso de toda a carreira da banda, sendo uma das faixas mais executadas em 1996 e 1997 no Brasil. A faixa "Abre Coração" foi tema da novela da rede Globo "O Amor Está no Ar"
Em 1997, para ganhar tempo no período de transição para o primeiro trabalho inédito com Carla Visi, é lançado o disco Cheiro de Amor - Ao Vivo, que continha os sucessos "Olha eu aí" e "Quixabeira". O disco vendeu 1,5 milhões de cópias e deu ao grupo o primeiro disco de platina pela ABPD. Em 1998, chega, às lojas, o nono álbum de estúdio da banda, Me Chama, que colocou a canção "A Dança da Sensual" em primeiro lugar nas rádios no verão de 1998. As faixas "A Dança da Sensual" e "Aviãozinho" consolidaram-se como sucessos, estabelecendo o segundo disco de platina da banda, com vendas em torno de 250 mil cópias. Em 1999, foi lançado o terceiro álbum ao vivo de Carla Visi com a banda, Cheiro de Festa Ao Vivo. As canções "Ficar com Você" e "Simpatia", alcançaram a primeira colocação nas rádios, igualando os sucessos  "Vai sacudir vai abalar",  "A Dança da Sensual" e "Aviãozinho".
No início dos anos 2000, por conta de uma vitória obtida na Justiça decorrente de uma ação trabalhista movida pela ex-vocalista Márcia Freire contra os donos da banda, Carla Visi é desligada do Cheiro de Amor  e Márcia, a fim de receber o que tinha de direito, é recolocada nos vocais como forma de indenização. Na época, como a saída de Carla e o retorno de Márcia não foram bem esclarecidos ao público, pensava-se que a morena decidiu seguir para a carreira solo (a exemplo de Ivete Sangalo à frente da Banda Eva), apesar de Carla já ter declarado em uma apresentação do Cheiro de Amor no programa Domingão do Faustão para divulgação do CD Cheiro de Festa não ter pretensões de seguir carreira solo.

### 2001–03: Retorno de Márcia Freire e instabilidade
No final de 2000, Márcia Freire é convidada a retornar para o Cheiro de Amor depois de uma vitória na Justiça contra os donos da banda, que decidiram indenizá-la recolocando-as nos vocais e desligando Carla Visi. Na ocasião, Márcia aceitou o convite por sua carreira solo estar parada, sem uma gravadora. No mesmo ano, o grupo lança o disco Tô Na Multidão, que se mostra um grande fracasso nas vendas. O disco não embalou nenhuma canção de sucesso nas rádios. Na ocasião, Márcia Freire confessou que dispensou a faixa "Beleza Rara", que havia se tornado um grande sucesso na voz de Ivete Sangalo com a Banda Eva. Em 2002, a banda é demitida da Universal Music pelos baixos resultados obtidos e assina com a gravadora independente Indie Records. No mesmo ano, é lançado o disco Ballet de Rua, que mistura elementos de música pop, MPB, samba-reggae e forró. O disco, porém, teve um desempenho inferior ao anterior. Em setembro de 2003 Márcia deixa o grupo. A cantora declarou que a culpa da falta de sucesso da fase do grupo era dos empresários, que retiraram o repertório antigo do grupo e adicionaram canções de outros artistas.
| “ | A gente esqueceu do passado, deixou de incluir em nosso repertório os grandes sucessos do Cheiro. Na verdade eu não esqueci, mas Windson achava que o repertório da banda tinha que mudar, atualizar. Eu e ele cansamos de brigar feio por causa disso. O Chiclete faz sucesso até hoje porque sempre respeitou a sua trajetória musical. | ” |

### 2003–14: Alinne Rosa e retomada do sucesso
Em 2003, a Cheiro Produções realiza uma série de seletivas para escolher uma nova cantora para o grupo. Depois de fazer diversos testes com garotas de toda a Bahia, os empresários da banda conhecem Alinne Rosa, até então conhecida Alyne Rosa nos shows que realizava em Salvador. Apesar do cabelo rosa e dos piercings, a cantora chamou atenção dos empresários pela voz e foi convidada a realizar uma audição, que acabou tornando-a a nova vocalista da banda. Na ocasião, Alinne fez diversas apresentações em cima do trio elétrico em Salvador comandando o Bloco Cheiro de Amor antes de ser anunciada como vocalista oficial, para ganhar a aceitação do público. Ainda em 2003, o grupo lançou o primeiro disco com a nova vocalista no final do ano, Adrenalyne Pura - Ao Vivo. A canções "Amassadinho", e "Caras e Bocas" atingiram o primeiro lugar nas rádios de todo país, marcando a retomada do sucesso do grupo e fazendo com que o disco vendesse em torno de 120 mil cópias. No carnaval de 2004, Alinne Rosa conquistou o Troféu Dodô e Osmar e o Troféu Band Folia como "cantora revelação". No começo do  ano de 2005, é lançado o disco De Bem com a Vida que foi lançado pela EMI ,  traz o single "O Seu Adeus" como grande sucesso, atingindo o primeiro lugar nas rádios. O álbum vendeu mais de 100 mil cópias.
No final do mesmo ano, o disco Cheiro de Amor - Ao Vivo marca os 25 anos de criação do Bloco Cheiro de Amor (20 anos dos quais correspondem ao período da banda propriamente dita). O trabalho foi lançado em DVD, sendo o primeiro registro em vídeo do grupo em toda carreira e trazendo a participação das antigas vocalistas Márcia Freire e Carla Visi. O álbum vendeu em torno de 250 mil cópias e trouxe o disco de ouro para o grupo. Na época, o disco recebeu boas críticas e foi considerado a grande retomada do sucesso pela banda, dando, também, o título de Furacão Baiano à vocalista. No verão de 2006 o disco Tudo Mudou de Cor marca o segundo álbum de estúdio com a nova formação, e a sua volta a Universal Music , trazendo, o single "Esperando na Janela", que se tornam grande sucesso radiofônico. O álbum trouxe boa recepção da crítica, que declarou que a nova fase do Cheiro "vem mostrando cada vez mais que 'chegou pra ficar', e que a aposta em Alinne deu bons resultados". Em 2008 chega, às lojas, o disco Cheiro de Amor Acústico, que traz antigos sucessos e canções inéditas em versões acústicas, reavivando o repertório do grupo. Com o disco, foi realizado, também, o segundo DVD. Ambos ganharam disco de ouro. O disco vendeu em torno de 30 mil cópias, colocando as canções "Dias de Sol" e "Pense em mim" em primeiro lugar nas rádios brasileiras, fazendo, também, a faixa "Chama da Paixão " um dos grandes sucessos do carnaval de 2010. Na gravação do trabalho, porém, uma grande polêmica gerou-se quando Daniela Mercury, uma das convidadas, trocou um beijo com Alinne Rosa.
No início de 2010, é lançado o disco Axé Mineirão, gravado no Estádio Governador Magalhães Pinto, conhecido como Mineirão, em Belo Horizonte. Nos shows realizados em três dias no local, que contaram com um público de 120 mil pessoas, ocorreram as gravações do DVD e do álbum ao vivo. O álbum trouxe, como maiores sucessos, as canções "Lua de São Jorge", "Dias de Sol" e "Xequerê": este último, um dos maiores sucessos no carnaval de 2011. No início de 2012, a banda lança "Me Agarra", tema do verão e canção utilizada para divulgar o carnaval de 2012, atingindo a posição de número nove nas rádios. Em julho de 2012, a banda lança as canções "Ê Naná" e "Na Lata" durante o "réveillon fora de época" de Salvador. Em 2013, a banda é demitida da Universal Music, que alegou que não estava satisfeita com a atuação  do grupo , em Setembro é lançado o novo disco da banda, intitulado Flores. Em 2014, Alinne deixa a banda após o carnaval para seguir carreira solo.

### 2014–2024: Vina Calmon
Após o carnaval de 2014, a cantora pernambucana Vina Calmon assume os vocais da banda, é contratada pela Sony Music. No dia 29 de março, a nova formação grava o oitavo álbum ao vivo do grupo, com direito a palco flutuante montado sobre o Dique do Tororó. Foi gravado em Salvador no dia da comemoração dos seus 465 anos de fundação e contou com participações de Levi Lima, Felipe Pezzoni, Mariene de Castro, Tomate e Olodum. Em 14 de maio, é lançado o single "Jasmim". Em outubro de 2014, é lançado o CD e DVD Cheiro de Amor Ao Vivo nas Águas. Foram também lançados os singles "Swing de Mainha" e "Oyá", retirados do CD/DVD.  Em 2015, é gravada à música "Proposta Indecente", com participação especial do cantor Lucas Lucco, tendo mais de 14.000.000 de visualizações pelo canal Youtube. Logo depois, a banda grava à canção "Dodói", sendo, em menos de um mês uma das músicas mais acessada pela Internet. Em 2017 a banda lança o EP Jardim Delirante contendo quatro músicas, entre elas a música de trabalho "Criatura", também lançada em videoclipe. A banda lançou vários singles avulsos "Afrodite A Deusa do Amor", "Chamar Você", "Tá na Moda Ser Feliz", entre outros. Em 2022 a banda lançou o EP ao vivo O Axé É a Nossa Praia com o hit "Compra Meu Plano". Após o carnaval de 2024 com dez anos à frente do grupo Vina Calmon deixa os vocais, sendo substituída por Raquel Tombesi.

## Controvérsias
Durante o carnaval de 1997, o trio elétrico da banda veio a se encontrar com o da ex-vocalista Márcia Freire, que acabou ignorando a líder do Cheiro de Amor, Carla Visi, enquanto ela tentava cumprimentá-la. Na época, Carla Visi declarou ter ficado extremamente chateada coma situação. Já em 2005, em entrevista para o Carnasite, Márcia Freire fez declarações ácidas sobre Carla Visi e Alinne Rosa, dizendo que, enquanto vocalistas do Cheiro de Amor, Carla tinha uma boa voz, porém não tinha animação em cima do trio elétrico. Já Alinne, segundo Márcia, teria animação, porém ainda era inexperiente vocalmente.
| “ | Eu sempre fui aquele furacão, que não deixava ninguém ficar parado, mesmo que ela [Carla Visi] não tivesse a minha energia. (...) Alinne é um pouco imatura, tem pouca experiência. Mas eu já percebi que ela sabe agitar bem a galera. | ” |

No entanto, ainda em 2005, a cantora aceitou o convite da banda para participar de seu primeiro DVD, Cheiro de Amor - Ao Vivo, deixando de lado os boatos de inimizades com a banda, especialmente com os empresários desta. Em 2009, Márcia rebateu as críticas de que teria qualquer diferença com as posteriores vocalistas do grupo, dizendo que era amiga de ambas. Na ocasião, disse que Alinne Rosa tinha evoluído muito e fazia um excelente trabalho: "Adoro a Alinne, pois ela é linda e faz um trabalho belíssimo de palco. Ela amadureceu.". A cantora ainda explicou o fato ocorrido em 1997, dizendo que não havia falado com Carla Visi por estar brigada com os músicos do Cheiro de Amor na época.

## Discografia
| - 1985: Pimenta de Cheiro - 1988: Salassiê - 1989: Festa - 1990: Suingue - 1991: É o Ouro - 1992: Bahia - 1993: Adrenalina - 1994: Fantasia - 1995: Agitando Todas - 1996: É demais meu rei - 1998: Me chama - 2000: Tô na multidão - 2002: Ballet de Rua - 2005: De Bem com a Vida - 2006: Tudo Mudou de Cor - 2013: Flores | - 2017: Jardim Delirante (EP) - 2023: Arraiá do Cheiro - 2025: Arraiá do Cheiro - 1993: Cheiro de Amor - Ao Vivo - 1997: Cheiro de Amor - Ao Vivo - 1999: Cheiro de Festa Ao Vivo - 2003: Adrenalyne Pura - Ao Vivo - 2005: Cheiro de Amor - Ao Vivo - 2007: Cheiro de Amor Acústico - 2010: Axé Mineirão - 2014: Cheiro de Amor nas Águas - Ao Vivo em Salvador no Dique do Tororó - 2022: O Axé É a Nossa Praia (EP) - 2025: Cheiro 45 Anos - 2005: Cheiro de Amor - Ao Vivo - 2009: Cheiro de Amor Acústico - 2010: Axé Mineirão - 2014: Cheiro de Amor nas Águas - Ao Vivo em Salvador no Dique do Tororó - 2025: Cheiro 45 Anos |

## Integrantes
- Raquel Tombesi: voz
- Junior Petecão: baixo
- Raoni Maciel: guitarra
- Serginho Trindade: bateria
- Paulo Adachi: teclados
- Cacau Alves: percussão
- Danilo Farias: percussão
- Juliano Valle: teclado
- Cláudia Gladess: Vocal de apoio
- Memeu Ramos: Vocal de apoio
- Wesley Skaping: Vocal de apoio

## Ex-integrantes
- Márcia Freire: vocais (1985–1996; 2001–2003)
- Carla Visi: vocais (1996–2000)
- Alinne Rosa: vocais (2003–2014)
- Vina Calmon: vocais (2014-2024)